# Aisus och Luulampi
Aisus och Luulampi är en sjö i kommunen Juga i landskapet Norra Karelen i Finland. Sjön ligger 194,4 meter över havet. Arean är 1,26 kvadratkilometer och strandlinjen är 14 kilometer lång. Sjön  ingår i Vuoksens huvudavrinningsområde.   Den ligger omkring 67 kilometer nordväst om Joensuu och omkring 390 kilometer nordöst om Helsingfors. 